# Тіно (острів)
Тіно (італ. Tino) - острів у затоці Спеція Лігурійського моря. Входить до складу комуни Порто-Венере провінції Спеція регіону Лігурія. Площа острова 0,127 км². Постійного населення немає.
Тіно разом островами Пальмарія і Тінетті і кількома скелями утворюють невеликий архіпелаг, який поряд з Порто-Венере і Чинкве-Терре є об'єктом Всесвітньої спадщини ЮНЕСКО. 
Острів відомий тим, що тут у кінці VI - початку VII століття проживав один з покровителів Спеції відлюдник Святий Венерій. На острові збереглися руїни монастиря XI століття, заснованого на місці поховання святого.
На найвищій точці острова побудований маяк.
Острів, незважаючи на культурну спадщину, є мілітаризованою зоною з обмеженим доступом. Широке відвідування можливе 13 вересня, в день Святого Венерія, і на наступну після нього неділю.